# Jamie Clayton
Jamie Clayton (San Diego, 15 januari 1978) is een Amerikaans actrice en model. Ze is vooral bekend van haar rollen als Nomi Marks in de originele Netflix-serie Sense8 en Sasha Booker in het derde seizoen van Designated Survivor.

## Carrière
Clayton is geboren en getogen in San Diego, Californië. Haar vader, Howard Clayton, was een strafrechtadvocaat en haar moeder, Shelley, is een evenementenplanner. Op 19-jarige leeftijd verhuisde Clayton naar New York om een carrière als visagiste na te streven.
In 2010 was Clayton de visagiste en co-host van VH1's eerste make-overshow TRANSform Me. Het jaar daarop speelde ze de terugkerende rol van Kyla in het derde seizoen van de HBO-serie Hung. Ze sprak ook het audioboek in voor de kinderroman Melissa over een jong transgendermeisje.

## Privéleven
Clayton is een transgender vrouw. In 2011 werd ze door het lgbt-tijdschrift Out geëerd als onderdeel van hun jaarlijkse "Out 100" awards.

## Filmografie

### Film
| Jaar | Titel          | Rol              | Opmerkingen |
| ---- | -------------- | ---------------- | ----------- |
| 2016 | The Neon Demon | Castingdirecteur |             |
| 2017 | The Snowman    | Edda             |             |
| 2019 | The Chain      | Dr. Ryan         |             |
| 2022 | Hellraiser     | The Priest       | remake      |

### Televisie
| Jaar      | Titel                    | Rol                                  | Opmerkingen                                     |
| --------- | ------------------------ | ------------------------------------ | ----------------------------------------------- |
| 2010      | TRANSform Me             | zichzelf                             | 8 afleveringen, realityserie                    |
| 2011      | Hung                     | Kyla                                 | 2 afleveringen                                  |
| 2012      | Dirty Work               | Michelle                             | 3 afleveringen                                  |
| 2012      | Are We There Yet?        | Carla Favers                         | aflevering "The Wrong Way Episode"              |
| 2013      | Hustling                 | Nadya                                | aflevering "Sugar"                              |
| 2015–2018 | Sense8                   | Nomi Marks                           | 24 afleveringen                                 |
| 2016      | Motive                   | Avery Bowman                         | aflevering "The Dead Name"                      |
| 2016      | BoJack Horseman          | Mom Donkey                           | aflevering "Best Thing That Ever Happened"      |
| 2016      | Same Same                | Niamh                                | aflevering "Scissr"                             |
| 2019      | Designated Survivor      | Sasha Booker                         | 6 afleveringen                                  |
| 2019–2023 | The L Word: Generation Q | Tess Van De Berg                     | 26 afleveringen                                 |
| 2020      | Roswell, New Mexico      | agent Grace Powell / Charlie Cameron | 3 afleveringen                                  |
| 2020      | Equal                    | Christine Jorgensen                  | aflevering "Transgender Pioneers", documentaire |
| 2020      | Red Bird Lane            | Jessica                              | televisiefilm                                   |
| 2024      | Twilight of the Gods     | The Seid-Kona (stem)                 | 8 afleveringen                                  |

### Computerspel
| Jaar | Titel                  | Rol         | Opmerkingen |
| ---- | ---------------------- | ----------- | ----------- |
| 2017 | Mass Effect: Andromeda | Jien Garson |             |